# Павлюх Гнат
Гнат Павлюх (13 серпня 1879, Хащів — 10 березня 1972, Самбір) — діяч української освіти, діяч пластунського руху в Західній Україні — опікун 11 полку (куреня) ім. І. Мазепи в Станиславівській гімназії.

## Життєпис
Народився 13 серпня 1879 в с. Хащеві в сім'ї селян Івана та Анни Павлюх .
Після закінчення початкової школи навчався в Самбірській, а потім у Перемиській гімназії, яку закінчив у 1900 році. Вищу освіту здобував на філологічному факультеті Віденського університету, вивчав німецьку мову і літературу.
Почав педагогічну роботу в Академічній гімназії в м. Львові, після чого переїхав до Станиславова, де вчителював 21 рік. Здібний керівник, педагог, він був головою гуртка товариства «Рідна Школа» (1908—1928 рр.) в Станиславові. У 1918 році обраний до Української Національної Ради ЗУНР від Станиславова. Згодом Г. Павлюх повернувся до Львова, де й закінчив свою вчительську кар'єру.
У 1939 році, після радянської анексії Західної України, був заарештований і засланий зять Гната Павлюха, чоловік Наталії Павлюх. Помешкання родини конфісковане, а їх самих переселено до Самбора.